# Tuero
Tuero est une ville de Bolivie, située la province d'Oropeza du département de Chuquisaca, dans la partie centrale du pays, à 30 km au sud de la capitale du pays, Sucre.